# Square Taras-Chevtchenko
Le square Taras-Chevtchenko est un square du 6e arrondissement de Paris.

## Situation et accès
Le site se trouve au croisement de la rue des Saints-Pères et du boulevard Saint-Germain.
Il est desservi par la ligne 4 à la station Saint-Germain-des-Prés.

## Origine du nom
Ce square porte le nom de Taras Chevtchenko (1814-1861), un poète, peintre et humaniste ukrainien. Ce nom est vraisemblablement attribué en raison de la proximité avec la cathédrale Saint-Vladimir-le-Grand, de l'Éparchie Saint-Vladimir-le-Grand de Paris des Ukrainiens, que le square jouxte.

## Historique
Il recouvre l'ancien cimetière Saint-Germain, que l'on utilisait pour inhumer les pestiférés et les protestants.
Il porte à l'origine le nom de square de la Charité.

## Bâtiments remarquables et lieux de mémoire
Ce square comporte un monument représentant Taras Chevtchenko (avec -ss final à Tarass) et un autre de René Quillivic en hommage à René Laennec.
Une plaque contre le square commémore l'immigration ukrainienne en France, faisant notamment mention de la cathédrale Saint-Volodymyr-le-Grand adjacente.

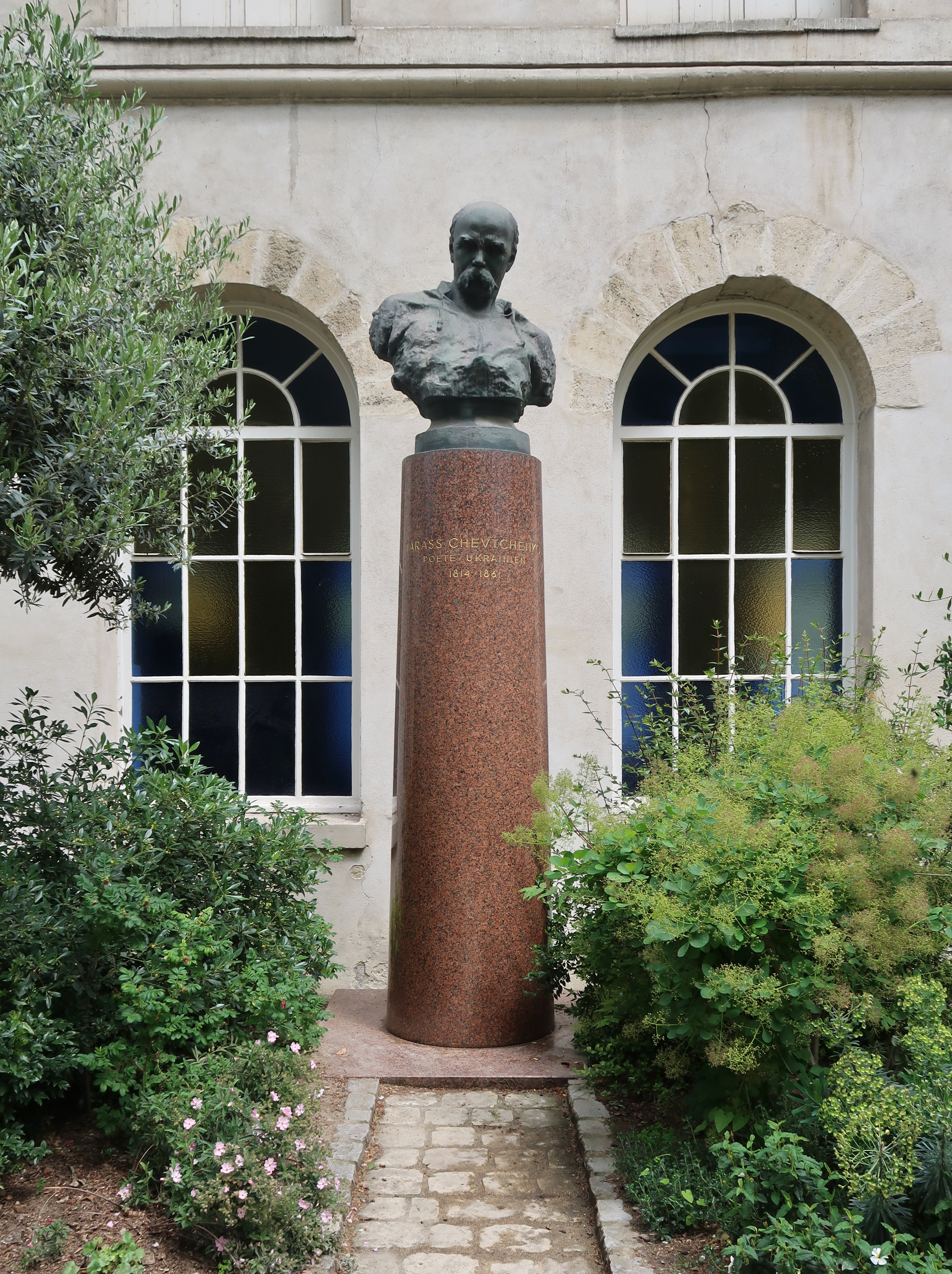
Statue de Taras Chevtchenko.
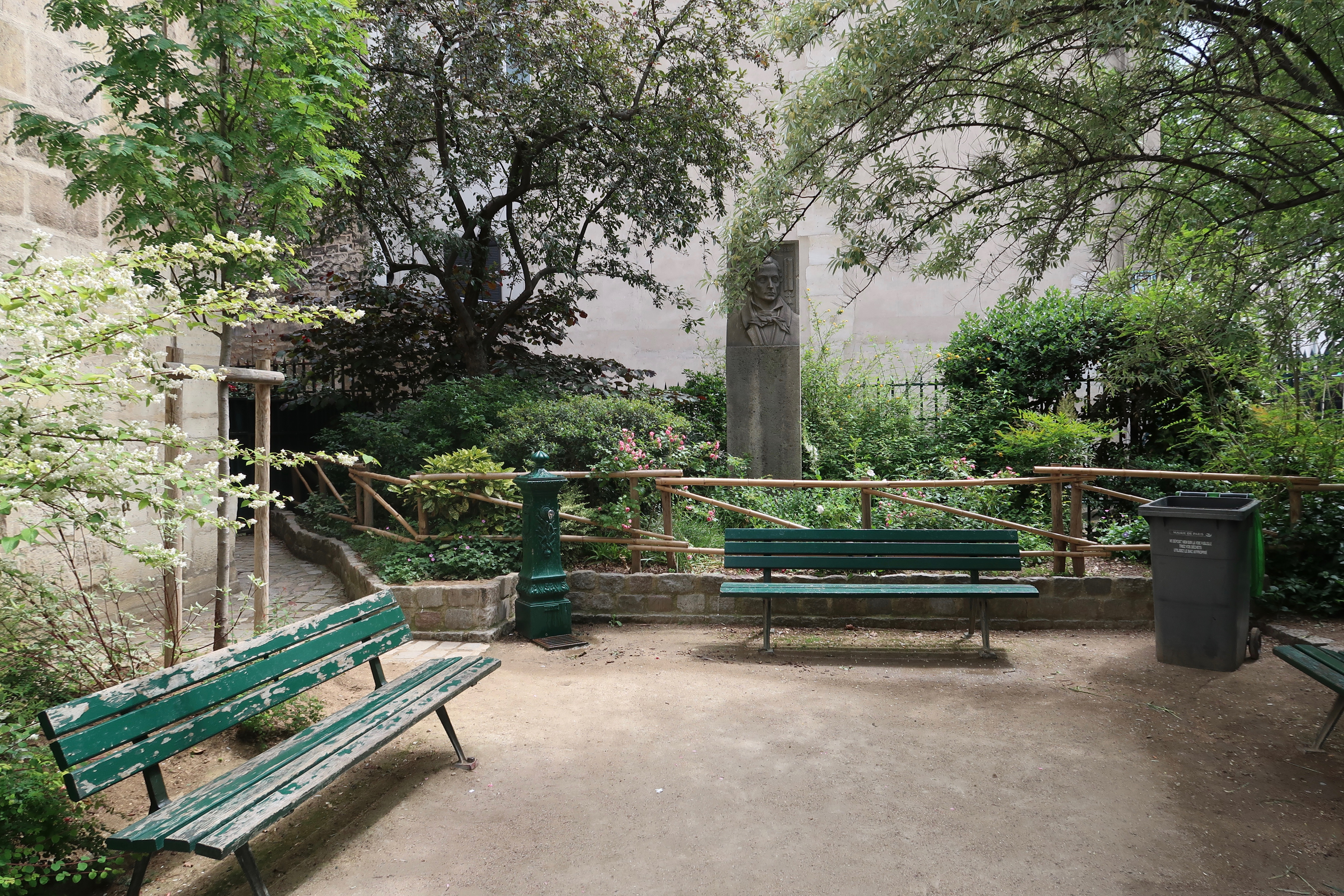
Coin du square.
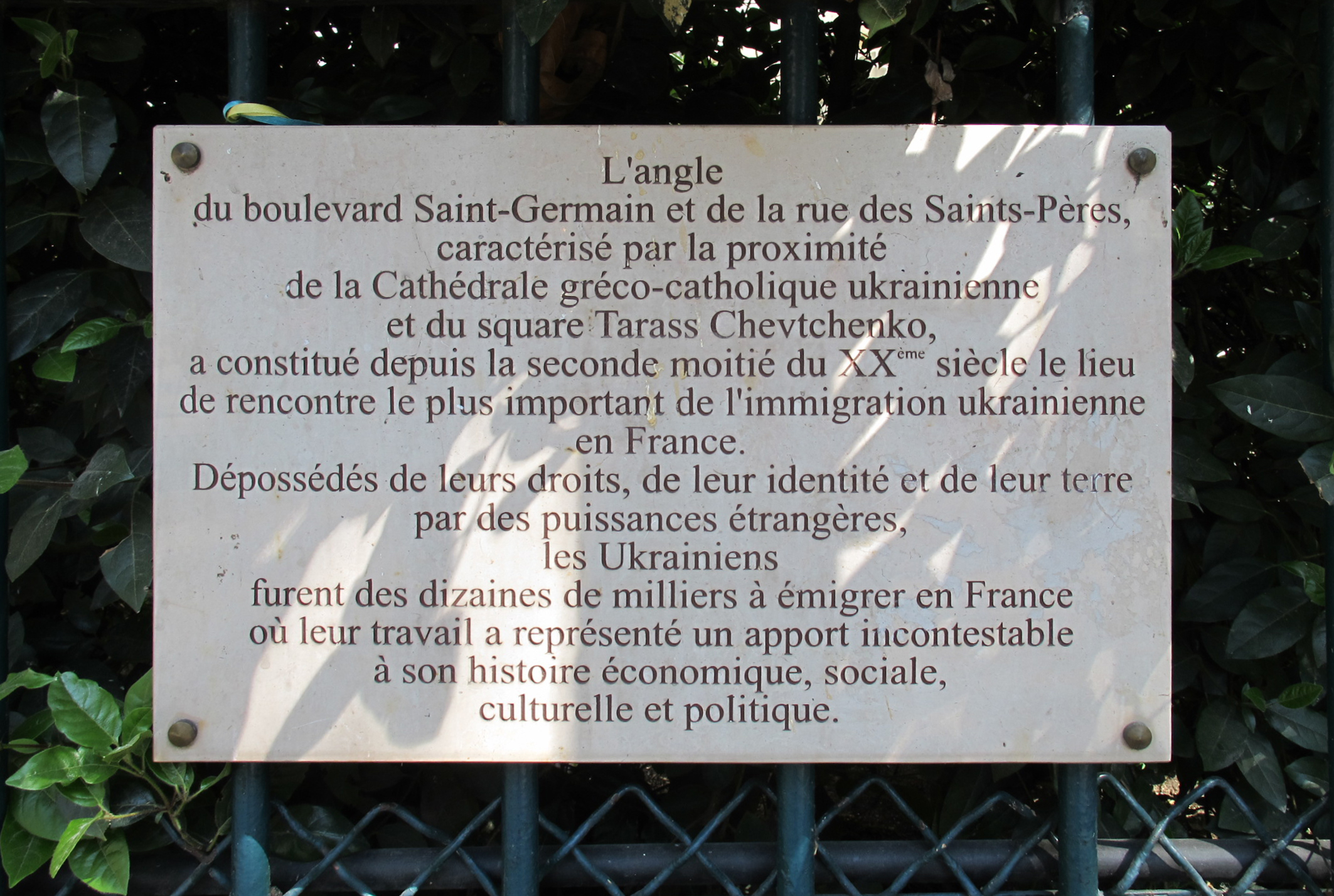
Plaque.

Sur le mur élevé à un angle du square, une peinture en trompe-l'œil représente un homme en chapeau escaladant un mur.